# معركة القرن
معركة القرن بإفريقيا هي معركة جرت في جبل القرن في قرية الباطن الواقعة على مسافة 10 كم بالشمال الغربي من مدينة القيروان الحالية الطريق الجهوية رقم 99 بالجمهورية التونسية.

## أمر الخوارج
لما بلغ الخليفة الأموي بدمشق هشام بن عبد الملك أحداث الخوارج في المغرب العربي رأى أن يقضي على الخوارج قضاء نهائيًا فكلَّف والي مصر حنظلة بن صفوان الكلبي.

## إلى القيروان
سار حنظلة بن صفوان الكلبي إلى إفريقية حتى دخل العاصمة القيروان فقام يبحث مع كبار وجهاء القيروان أمر الخوارج ثم وجَّه حنظلة أبو الخطار الكلبي والي للأندلس لما جاءه الكتابات من أهل الأندلس يطلبون والي عليهم.

## جيش الخلافة
كان معظمه مُكوَّن من أهل القيروان وقد بلغ عدد الجيش أربعين ألف جندي مقاتل بقيادة حنظلة بن صفوان الكلبي وقد ساهم العلماء في حث جيش الخلافة والثبات في ميدان المعركة وفي مقدمتهم الليث بن سعد، فرفع ذلك من معنويات جيش الخلافة.

## جيش الخوارج
وكان كما ذكرنا قائد الخوارج البربر عكاشة بن محصن وكان جيشه مكون من جيشًا كبيرًا من البربر الصفرية وكان أول ظهور لعكاشة بن محصن جهة قابس وكان ذلك قبل ولاية حنظلة للمغرب فخرج إليه من القيروان عبد الرحمن بن عقبة الغفاري فهزمه.

## زحف الخوارج
اجتمع إلى عكاشة بن محصن قبائل البربر المنكسة قريب من قابس وذلك بعد هزيمته ثم خرج حتى اجتمع إلى عبد الواحد بن زيد الهواري في الزاب وهناك افترقًا أما عكاشة فقد توجه في الحال لمهاجمة القيروان في جموع عظيمة من الأمازيغ الخوارج الصفرية لم يحدد المورخين عددهم.

## معركة القرن
عسكر حنظلة بن صفوان الكلبي بالقرن شمال غربي القيروان للقاء البربر من الخوارج الصفرية حتى صار وهو عكاشة بن محصن وجه لوجه بجموع البربر الخوارج الذي لايعرف عددهم من كثرتهم كما ذكر بن عذاري.

### المبارزة
خرج بربري من جهة عكاشة يطلب المبارزة فخرج إليه أحد أبناء حبيب بن أبي عبيدة الفهري فرده اخوه إلا أن حنظلة سمح له فبدره البربري بضربة فصده القرشي بدرعه فضرب القرشي البربري فقطع ساقه ثم ضربه بسيفه ضربة قتله بها.

## حملة أهل القيروان
وبعد أن رأى حنظلة بن صفوان الكلبي وجيش المسلمين شجاعة الفتى القرشي وقتله البربري رفع ذلك من معنوياتهم لخوض المعركة عندها أمر حنظلة بن صفوان القائد العام فقال «الحملة» فحمل جيش الخلافة على الخوارج بكل مالديهم من قوة

### هزيمة الخوارج
وكر فرسان العرب كرة اخيرة انتهت بهزيمة الخوارج هزيمة ساحقة وسقط القتلى منهم على الأرض بالاف مجندلين ولم ينجو منهم إلا القليل.
قال أحمد بن عبد الوهاب النويري في نهاية الأرب في فنون الأدب «فرأى حنظلة أن يعجل قتال عكاشة قبل أن يجتمعا عليه، فزحف إليه بجماعة أهل القيروان. والتقوا بالقرن وكان بينهم قتال شديد فنى فيه خلق كثير. وهزم اللّه عكاشة ومن معه. وقتل من البربر ما لا يحصى كثرة. وانصرف حنظلة إلى القيروان خوفا أن يخالفه عبد الواحد إليها»

## هروب قائد الخوارج
أما قائد الخوارج عكاشة بن محصن فبعد هزيمته بمعركة القرن فر هربًا إلى المغرب الأوسط ولحق بصديقه عبد الواحد الهواري ومن نجا معه مم الخوارج وبهذا صارة أفريقية أمنة من الخوارج ثم حدثت بعد ذلك بالمغرب الأوسط معركة الاصنام على وادي الشلف بقيادة حنظلة بن صفوان الكلبي وانتهت بانتصار جيش الخلافة انتصار كبير.